# فرودگاه کترونی
فرودگاه کترونی  (به انگلیسی: Kotroni Airport) (به زبان بومی: Βάση Ελικοπτέρων (ΒΕΝ/ΝΟΚ) Κοτρόνι) یک فرودگاه نظامی است که یک باند فرود آسفالت دارد و طول باند آن ۳۰۷ متر است. این فرودگاه در شهر ماراتن (یونان) کشور یونان قرار دارد و در ارتفاع ۲۰۷ متری از سطح دریا واقع شده است.